# Mick Fanning
Michael Eugene Fanning, detto Mick (Penrith, 13 giugno 1981), è un surfista australiano.
Ha vinto il titolo mondiale nel 2007, nel 2009 e nel 2013, interrompendo la serie di vittorie del campione statunitense Kelly Slater.

## Biografia
Nato nel Nuovo Galles del Sud da genitori irlandesi, Fanning inizia a surfare fin dall'età di 5 anni a Ballina, finché con la sua famiglia non si trasferisce a Tweed Heads a dodici anni. Cresce insieme ad altri due professionisti, Joel Parkinson e Nat West. Ai confini del Queensland Fanning inizia a farsi un nome, e nel 1996 è uno dei migliori surfisti della zona vincendo numerose gare. Una tragedia lo bloccò nel 1998, quando suo fratello Sean morì in un incidente d'auto insieme al surfista Joel Green. Il 19 luglio 2015, durante la finale della tappa sudafricana del World Tour a Jeffreys Bay, Mick Fanning viene attaccato da uno squalo, rimanendo sorprendentemente illeso. Si tratta del primo attacco di squalo documentato durante una competizione di surf.

## Vittorie in carriera
- 2016
  - J-Bay open-South Africa
- 2015
  - Rip Curl Pro Bells Beach
- 2014
  - Rip Curl Pro Bells Beach
  - J-Bay Open
  - Moche Rip Curl Pro Portugal
- 2013
  - ASP World Champion
  - Quiksilver Pro France
- 2012
  - Rip Curl Pro Bells Beach
  - Billabong Pro Teahupoo - Tahiti
- 2010
  - Quiksilver Pro France
- 2009
  - ASP World Champion
  - Quiksilver Pro France
  - Hurley Pro Trestles - California
  - Rip Curl Search - Portugal
- 2007
  - ASP World Champion
  - Quiksilver Pro Gold Coast - Australia
  - Quiksilver Pro - France
  - Hang Loose Santa Catarina Pro - Brasile
- 2006
  - Billabong Pro Jeffreys Bay - South Africa
  - Nova Schin Festival Imbituba - Brasile
- 2005
  - Rip Curl Search Saint Leu - Reunion Island
  - Quiksilver Pro Gold Coast - Australia
  - Energy Australia Open Newcastle - Australia (ASP WQS)
- 2002
  - Billabong Pro Jeffreys Bay - South Africa
- 2001
  - Rip Curl Pro Bells Beach, Torquay - Australia